# Милошевский, Франц Иванович
Франц Иванович Милошевский (1862 — 22 августа 1914) —  мировой судья, депутат Государственной думы III созыва от Томской губернии.

## Биография
Поляк по национальности, родился в Полоцкой губернии Царства Польского. Окончив гимназию, поступил на юридический факультет Варшавского университета. После окончания университета был кандидатом на судебные должности в Царстве Польском, позднее 5 лет служил на той же должности в Бессарабской губернии, и после этого переехал в Томскую губернию в Сибирь.
Служил мировым судьёй Каинского уезда Томской губернии. Произведён в чин 7-го класса, надворного советника.
Томская газета «Сибирская жизнь» писала, что в качестве мирового судьи «Франц Иванович завоевал всеобщее уважение и любовь». Был членом партии кадетов. На момент выборов в Думу недвижимого имущества не имел и оставался холост.
8 апреля 1907 года на выборах во II Государственную Думу был избран выборщиком на губернское избирательное собрание каинским съездом городских избирателей. Однако 9 мая 1907 года был на нём забаллотирован.
Принял участие в избирательной кампании в III Государственную Думу. В итоге, 5 декабря 1907 года избран в депутатом Государственной думы III созыва от общего числа выборщиков от горожан и крестьян на губернском избирательном собрании (30 шаров «за», 12 «против»).
В Думе собирался вступить во фракцию конституционных демократов и в Сибирскую группу. Свою главную задачу видел в разрешении так называемых «сибирских вопросов» (введение земства, отмена политической и уголовной ссылки и т. п.). Будучи юристом-практиком, проявлял интерес к судебной реформе.
Однако Ф. И. Милошевский так и не смог приступить к исполнению депутатских обязанностей.
В Томской губернии появились слухи, что Милошевский крайне редко появляется в стенах Таврического дворца, отдавая предпочтение развлечениям сомнительного свойства.
В мае 1908 года группа сибирских депутатов собиралась отправить Ф. И. Милошевскому телеграмму с ультиматумом: «приехать в Думу или сложить свое звание», но всё-таки ограничилась «частным влиянием».
17 октября 1908 года Милошевский отправил на имя Председателя 3-й Гос. думы Н. А. Хомякова письмо, в котором так объяснял отказ от депутатских полномочий: «Вследствие крайне неудовлетворительного общего состояния моего здоровья, а в частности болезни сердца (asthma cordialis), пребывание мое в Петербурге признано врачами, по условиям климата, безусловно вредным. Ввиду сего я вынужден сложить с себя обязанности члена Государственной думы, о чем имею честь заявить». По одним сведениям он попросил Томского депутата Н. В. Некрасова передать это заявление председателю Думы. По другим — «спустя больше года посетил один раз Таврический дворец для того, чтобы отказаться от звания члена Государственной Думы».
Ходатайство Милошевского было удовлетворено, и он вышел из состава Государственной думы, а на его место на дополнительных выборах от 2-го съезда городских избирателей Томской губернии 2 ноября 1908 года был избран священник Василий Климов.
Вернувшись в Томск, Милошевский служил присяжным поверенным.
В ночь на 22 августа 1914 года после продолжительной и тяжёлой болезни скончался в томской больнице приказа общественного призрения.
Похоронен на томском католическом кладбище, могила утрачена вместе с уничтоженным кладбищем.

### Рекомендуемые источники
- Интервьюэр. Франц Иванович Милошевский // Сиб. жизнь. — 1907. — 12 дек. (№ 184). — С. 4. — Подпись: Интервьюэр.

### Архивы
- Российский государственный исторический архив. Фонд 1278. Опись 9. Дело 512.